# Прасс, Александер
Алекса́ндер Прасс (нем. Alexander Prass; род. 26 мая 2001, Хельмонзёдт, Верхняя Австрия) — австрийский футболист, полузащитник клуба «Хоффенхайм» и сборной Австрии. Участник чемпионата Европы 2024.

## Клубная карьера

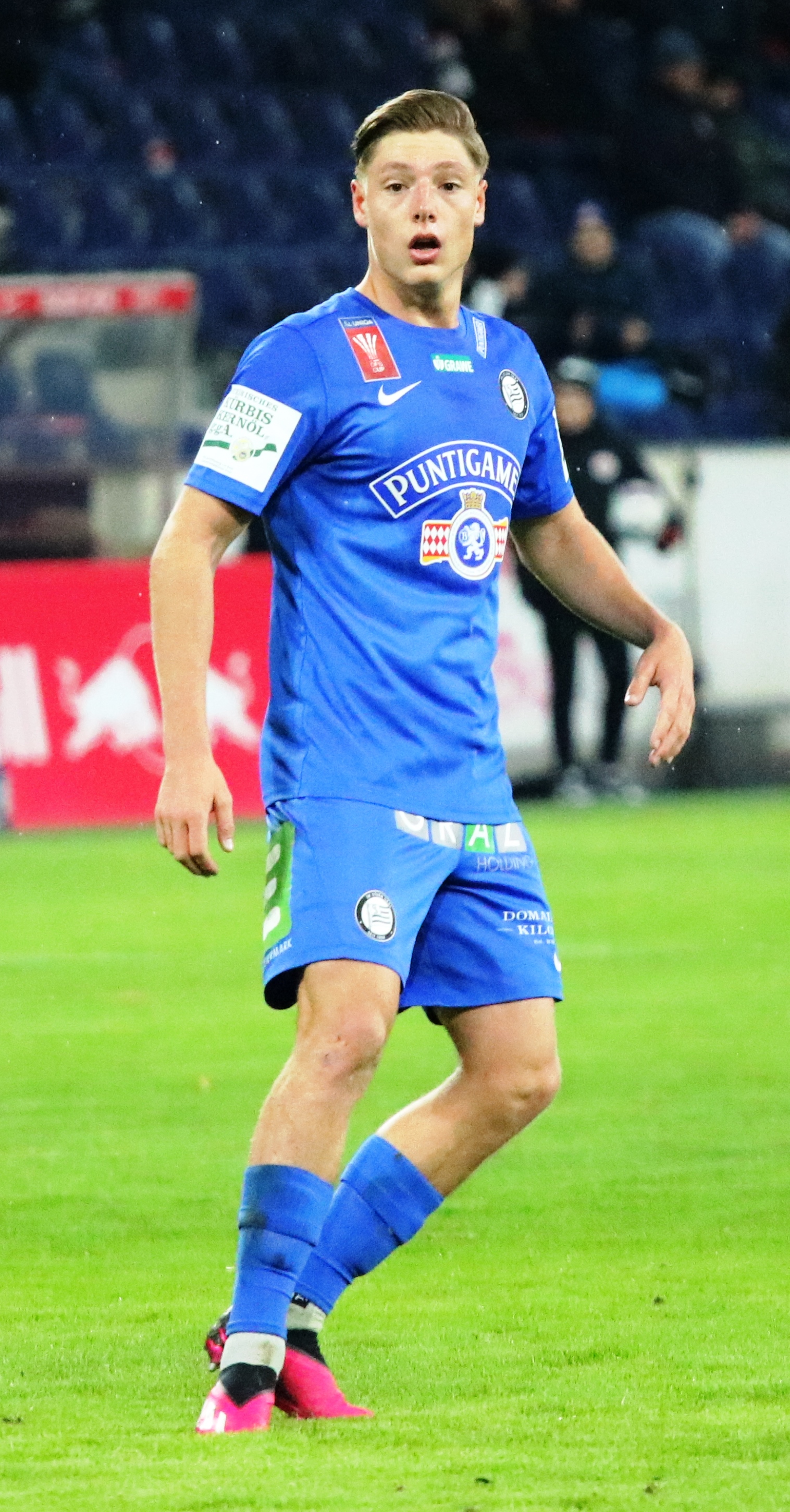
Прасс в составе «Штурма»

Прасс — воспитанник клубов ЛАСК, «Юниорс» и «Ред Булл Зальцбург». 8 марта 2019 года в поединке против дублёров венской «Аустрии» он дебютировал во Второй Бундеслиге за команду дублёров последнего. Летом 2021 года Прасс перешёл в «Штурм», подписав контракт на 3 года. 23 июля в матче против своего бывшего клуба «Ред Булл Зальцбург» он дебютировал в австрийской Бундеслиге. 18 сентября 2022 года в поединке против «Аустрии» из Лустенау Александер забил свой первый гол за «Штурм». В составе клуба игрок выиграл чемпионат и дважды завоевал Кубок Австрии.
Летом 2024 года Прасс перешёл в немецкий «Хоффенхайм». Сумма трансфера составила 9,5 млн. евро. 24 августа в матче против «Хольштайна» он дебютировал в немецкой Бундеслиге.

## Международная карьера
16 ноября 2022 года в товарищеском матче против сборной Андорры Прасс дебютировал за сборной Австрии. 
В 2024 году Прасс принял участие в чемпиоанте Европы в Германии. На турнире он сыграл в матчах против сборных Франции, Польши, Нидерландов и Турции.

## Достижения
Клубные
 «Штурм»
- Победитель австрийской Бундеслиги (1) — 2023/2024
- Обладатель Кубка Австрии (2) — 2022/2023, 2023/2024